# Dick Gibson
Richard Gibson, detto Dick (Bourne, 16 aprile 1918 – Cadice, 17 dicembre 2010), è stato un pilota automobilistico britannico.
Prese parte ai Gran Premi di Germania 1957 e 1958 a bordo di vetture Cooper T43 di categoria Formula 2.
Disputò anche molti Gran Premi non valevoli per il Campionato Mondiale.

## Risultati in Formula 1
| 1957 | Scuderia       | Vettura    |  |  |  |  |  |     |  |  |  |  |  | Punti | Pos. |
| ---- | -------------- | ---------- |  |  |  |  |  | --- |  |  |  |  |  | ----- | ---- |
| 1957 | Pilota privato | Cooper T43 |  |  |  |  |  | Rit |  |  |  |  |  | 0     |      |

| 1958 | Scuderia       | Vettura    |  |  |  |  |  |  |  |     |  |  |  | Punti | Pos. |
| ---- | -------------- | ---------- |  |  |  |  |  |  |  | --- |  |  |  | ----- | ---- |
| 1958 | Pilota privato | Cooper T43 |  |  |  |  |  |  |  | Rit |  |  |  | 0     |      |

| Legenda | 1º posto     | 2º posto | 3º posto    | A punti         | Senza punti/Non class.  | Grassetto – Pole position Corsivo – Giro più veloce |
| Legenda | Squalificato | Ritirato | Non partito | Non qualificato | Solo prove/Terzo pilota | Grassetto – Pole position Corsivo – Giro più veloce |